# Dwór w Sarnowej
Dwór w Sarnowej – zabytkowy dwór w Rawiczu, w dzielnicy Sarnowa, w powiecie rawickim, w województwie wielkopolskim. Razem z parkiem tworzy zabytkowy zespół dworski.
Dwór został zbudowany w XIX wieku w stylu eklektycznym.